# Философия Возрождения
Философия Возрождения — направление в европейской философии XV—XVI веков. Характеризуется неприятием официальной католической религиозности и интересом к человеческой личности. Внутри течения гуманистов этот интерес выразился в идеях классического гуманизма и способствовал утверждению практического критерия истины (опыт+польза), который лёг в основу методологии современных естественных наук.

## Общая характеристика Философии Возрождения
Философское мышление этого периода можно охарактеризовать как антропоцентрическое.
В эпоху Возрождения индивид приобретает большую самостоятельность, он все чаще представляет не тот или иной союз, а самого себя. Отсюда вырастает новое самосознание человека и его новая общественная позиция: гордость и самоутверждение, сознание собственной силы и таланта становятся отличительными качествами человека. Индивид эпохи Возрождения склонен приписывать все свои заслуги самому себе.
Разносторонность — вот идеал возрожденческого человека. Человек становится творцом самого себя. В результате человек уже не нуждается в божественной благодати для своего спасения. По мере того, как человек осознает себя в качестве творца собственной жизни и судьбы, он оказывается и неограниченным господином над природой.
В период возрождения огромную значимость приобретает искусство, и как результат, возникает культ человека-творца. Творческая деятельность приобретает своего рода сакральный (священный) характер.
С антропоцентризмом связан характерный для Возрождения культ красоты. В эпоху Возрождения, как никогда раньше, возросла ценность отдельного человека. Выше всего в эту эпоху ставится своеобразие и уникальность каждого индивида.
В эпоху Возрождения философия вновь обращается к изучению природы. Интерес к натурфилософии усиливается к концу XV — началу XVI века по мере того, как пересматривается средневековое отношение к природе, как к несамостоятельной сфере.
В понимании природы, так же как и в трактовке человека, философия Возрождения имеет свою специфику — природа трактуется пантеистически. Христианский Бог здесь как бы сливается с природой, а последняя тем самым обожествляется.
Натурфилософы Возрождения, например, знаменитый немецкий алхимик и астролог Парацельс, применяли магико-алхимическое понимание природы, выраженное стремлением управлять природой с помощью тайных, оккультных сил, характерное именно для XV—XVI веков. Натурфилософы стремились устранить идею творения: мировая душа представлялась как имманентная самой природе жизненная сила, благодаря которой природа обретает самостоятельность и не нуждается больше в потустороннем начале.

## Николай Кузанский
Николай Кузанский, настоящее имя — Николай Кребс; прозвание Кузанский получил из-за места рождения — Куза на Мозеле (1401—1464) — теолог (был кардиналом при папе Пии II), философ, крупный учёный, особенно значимы его исследования в области математики, астрономии и географии. Высказывал идею единства Бога и его проявления в природе (см. пантеизм). Предлагал гелиоцентрическую систему мира, вселенную считал бесконечной, считается, что его идеи оказали влияние на Джордано Бруно, Николая Коперника и Галилея. Подчёркивал познавательную мощь человека («человек есть его ум»), уподобляя творческие способности божественным. Одной из центральных тем его философии являются сомнения и противоречия. Он рассуждал о границах применимости закона противоречия в математическом познании и о возможности применения математических понятий в познании природы.

Все вещи благодаря причастию Единому суть то, что они суть. Единое же, причастие чему есть бытие как всего, так и отдельного, по-своему сияет во всех вещах и в любой вещи. Поэтому в твоих размышлениях тебе нужно искать тождества во множестве или же единства — в одинаковости.

## Мишель Монтень
Мишель Эйкем де Монтень (1533—1592) — выдающийся философ и писатель эпохи Возрождения, автор книги «Опыты», в которой с литературной красочностью проводится тонкий анализ душевных переживаний человека. Исходный пункт учения — скептицизм. В отличие от агностицизма скептицизм Монтеня не отрицает познаваемости мира. Монтень считал, что человеку необходимо постоянно совершенствовать своё мышление путём познания закономерностей природы. Высказывал идею равенства всех людей, идеализировал «естественное состояние» человечества, которое нарушил прогресс цивилизации. Считал, что счастье людей возможно лишь при отсутствии сословий и социального неравенства. Главный принцип его морали: человек не должен пассивно ожидать своего счастья, которое религия обещает ему на небесах, он вправе стремиться к счастью в жизни земной.

## Джордано Бруно
Джордано Бруно (1548—1600) — итальянский философ, один из последних представителей философии эпохи Возрождения. Придерживался пантеизма, согласно которому Бог отождествляется с мировым целым. Призывал познавать не сверхприродного Бога, а саму природу, являющуюся «Богом в вещах». Разделял гелиоцентрическую теорию Николая Коперника, высказывал идею диалектического единства противоположностей (на бесконечности прямая смыкается в окружность, периферия совпадает с центром, материя сливается с формой). Единицей сущего считал монаду, в деятельности которой оказываются единым телесное и духовное, объект и субъект. «Монадой монад» является Бог. В этических воззрениях придерживался идеи «героического энтузиазма» и безграничной любви к бесконечности, возвышающей людей. 17 февраля 1600 г. был заживо сожжён как еретик на площади Цветов в Риме после 8-летнего заключения.

## Представители
- Франческо Петрарка (1304—1374)
- Колюччо Салютати (1331—1406)
- Георгий Гемист (ок.1360-1452)
- Леонардо Бруни (1370/1374-1444)
- Поджо Браччолини (1380—1459)
- Джорджо из Трабзона (1395—1486)
- Николай Кузанский (1401—1464)
- Виссарион Никейский (1403—1472)
- Лоренцо Валла (1405—1457)
- Иоанн Аргиропул (1415—1487)
- Марсилио Фичино (1433—1499)
- Леонардо Да Винчи (1452—1519)
- Джироламо Савонарола (1452—1498)
- Иоганн Рейхлин (1455—1522)
- Пьетро Помпонацци (1462—1525)
- Джованни Пико делла Мирандола (1463—1494)
- Алессандро Акиллини (1463—1512)
- Эразм Роттердамский (1466—1536)
- Никколо Макиавелли (1469—1527)
- Виллибальд Пиркгеймер (1470—1530)
- Николай Коперник (1473—1543)
- Томас Мор  (1478—1535)
- Франческо Гвиччардини (1483—1540)
- Мартин Лютер (1483—1546)
- Ульрих Цвингли (1484—1531)
- Агриппа (1486—1536)
- Ульрих фон Гуттен (1488—1523)
- Хуан Гинес де Сепульведа (1489—1573)
- Хуан Луис Вивес (1492—1540)
- Парацельс (1493—1541)
- Франсуа Рабле  (1493—1553)
- Уильям Тиндейл (1494—1536)
- Андре де Говейа (1497—1548)
- Филипп Меланхтон (1497—1560)
- Джероламо Кардано (1501—1576)
- Нострадамус (1503—1566)
- Бернардино Телесио (1509—1588)
- Гийом Постель (1510—1581)
- Андрей Везалий  (1514—1564)
- Пётр Рамус (1515—1572)
- Франческо Робортелло (1517—1567)
- Жан Боден (1529—1596)
- Франческо Патрици да Керсо (1529—1597)
- Этьен де Ла Боэси (1530—1563)
- Джакомо Дзабарелла (1533—1589)
- Мишель Монтень  (1533—1592)
- Франсуа Виет  (1540—1603)
- Юст Липсий (1547—1606)
- Джордано Бруно (1548—1600)
- Франсиско Суарес (1548—1617)
- Джон Непер (1550—1617)
- Чезаре Кремонини (1550—1631)
- Олива Сабуко де Нантес (1562—1625)
- Галилео Галилей (1564—1642)
- Томмазо Кампанелла  (1568—1639)
- Иоганн Кеплер (1571—1630)
- Уильям Гарвей (1578—1657)
- Гуго Гроций (1583—1645)
- Компанаци

## Основные направления
- Гелиоцентризм
- Гуманизм
- Неоплатонизм
- Секуляризм